# Stævnemøder
Stævnemøder er det sjette studiealbum fra den danske rocksanger Michael Falch. Det blev udgivet i 1996.

## Spor
1. "Optimistisk Popsang" - 3:31
2. "Nu Er Du Min" - 3:40
3. "Venus" - 4:26
4. "Når Jeg Kommer Hjem" - 3:14
5. "Som Tiden Går" - 2:46
6. "Født På Ny" - 3:20
7. "Du Er Et Mesterværk" - 3:49
8. "Endelig Sommer" - 3:30
9. "I Aften Er Vi Ikke Til At Slå" - 2:53
10. "Jeg Gør Det Aldrig Mere!" - 3:56
11. "Pas Godt På Dig Selv" - 3:40
12. "Hva' Så, København?" - 5:16

## Hitliste
| Hitliste (1996)        | Højeste placering |
| ---------------------- | ----------------- |
| Danmark (Album Top-40) | 14                |